# HMS Scourge (G01)
«Скодж» (англ. HMS Scourge (G01) — військовий корабель, ескадрений міноносець типу «S» Королівського військово-морського флоту Великої Британії часів Другої світової війни.
Ескадрений міноносець «Скодж» закладений 26 червня 1941 року на верфі компанії Cammell Laird у Беркенгеді. 8 грудня 1942 року він був спущений на воду, а 14 липня 1943 року увійшов до складу Королівських ВМС Великої Британії. Есмінець брав участь у бойових діях на морі в Другій світовій війні, переважно бився у Північній Атлантиці, супроводжуючи арктичні конвої, підтримував висадку морського десанту в Нормандії. За проявлену мужність та стійкість у боях бойовий корабель заохочений двома бойовими відзнаками.

## Бойовий шлях

### 1943
1 листопада 1943 року есмінець входив до складу сил ескорту, що супроводжували конвой RA 54A, який повертався з Радянського Союзу.
20 грудня 1943 року з бухти Лох-Ю в Шотландії вийшов черговий арктичний конвой JW 55B з 19 транспортних та вантажних суден. Ескадрений міноносець «Скодж» уходив до океанського ескорту конвою.

### 1944
3 лютого 1944 року повернувся до Британських островів з конвоєм RA 56, на який противник не впливав протягом переходу.

### 1945
З нового року есмінець продовжував нести службу у складі Флоту метрополії, супроводжував конвої та поодинокі кораблі й судна у північних водах Атлантики. У перші дні травня — останні дні війни в Європі — взяв участь в останньому авіаційному нальоті на німецьку базу підводних човнів у норвезькому Гарстаді. Британське авіаносне ударне угруповання кораблів з авіаносцями «Серчер», «Квін», «Трампітер» завдало удару з повітря по захищеній базі, де переховувалися німецькі судна. Судно забезпечення ПЧ Black Watch, перероблений у корабель ППО колишній норвезький крейсер Senja та U-711 були потоплені ударами палубної авіації британського флоту.